# 山口恵一郎
山口 恵一郎（やまぐち けいいちろう、1921年（大正10年）1月18日 - 1991年（平成3年）10月9日）は、日本の地理学者、地名研究家。

## 略歴
1921年（大正10年）1月18日、愛知県豊橋市に生まれる。旧制豊橋中学校卒業後、小学校教諭を務めるが、退職して上京。1942年（昭和17年）に法政大学高等師範部歴史地理科を卒業する。渡辺光に師事した。文科省図書局・教科書局を経て、1946年建設省国土地理院地図部研究員に勤務。地図部研究係長、技術院養成所（建設大学校）教官、同研究員などを歴任する。1960年からは国土地理院の代表として、海上保安庁水路部と共同で設立された「地名等の統ーに関する連絡協議会」の委員を勤めた。1971年勤続精励表彰を受ける。1972年、南極地名委員会委員。1973年、国土地理院を定年退職。
定年後は、日本地図センター調査部参事役・地図相談室長に就任する。1984年に同センターを退職し、日本グラフィックマップの取締に就任した。
1991年（平成3年）10月9日に死去、70歳。

## 著書
- 『地名の成立ち』（徳間ブックス） 1967
- 『地名を歩く』（新人物往来社） 1976
- 『地名を考える』（日本放送出版協会、NHKブックス） 1977
- 『地名の論理』（そしえて選書） 1984
- 『地図に地名を探る』（古今書院） 1987

## 共編著
- 『日本の土地利用 地方編 第1』（編著、古今書院、地理双書） 1958
- 『日本図誌大系』全12巻（佐藤サカエ, 沢田清, 清水靖夫, 中島義一共編、朝倉書店） 1972 - 1980
- 『地図と地名』（編著、古今書院） 1974
- 『日本ホームアトラス』（責任編集、昭文社） 1975
- 『難読地名辞典』（楠原佑介共編、東京堂出版） 1978
- 『地図の風景』（堀淳一, 籠瀬良明共著、そしえて文庫） 1979 - 1982
- 『日本地名辞典 市町村編』（編、東京堂出版） 1980
- 『日本自然地名辞典』（編、東京堂出版） 1983
- 『図説地図事典』（品田毅共編集、武揚堂） 1984
- 『コンサイス日本地名事典』第4版（三省堂編修所編、谷岡武雄共監修、三省堂） 1998